# Stourmouth
Stourmouth är en civil parish i grevskapet Kent i sydöstra England. Den ligger i distriktet Dover och utgörs av byarna West Stourmouth, East Stourmouth och Plucks Gutter. Civil parishen hade 291 invånare vid folkräkningen år 2021.